# Panmunjom
Panmunjom är en övergiven by i Norra Hwanghae-provinsen som befinner sig på gränsen mellan Nord- och Sydkorea. Det var här som vapenstilleståndet mellan de båda länderna undertecknades 1953, vilket utgjorde slutet på Koreakriget. Byggnaden där vapenstilleståndet undertecknades står fortfarande och är numera belägen på den nordkoreanska sidan av vapenstilleståndslinjen. I april 2018 träffades Kim Jong-un (Nordkoreas ledare) och Moon Jae-in (Sydkoreas ledare). I slutet av juni 2019 träffades Kim Jong-un och USA:s dåvarande president Donald Trump vid gränspassagen, där Trump gick tillsammans med Jong-un in på den nordkoreanska sidan.
Panmunjom används ofta för att beteckna det gemensamma säkerhetsområdet som är beläget i närheten.